# 대한민국의 경제적 불평등
2010년 조사한 결과에 따르면, 한국 근로자 중 37.8%로 40%의 가까운 비율을 저소득층(1200만원 이상 소득자)이 차지한다. 반대로 고소득자(1억원 이상 소득자)가 노동력의 1.4%를 차지한다.

## 현재 상황
경제협력개발기구(OECD) 국가 중 한국을 인구 수가 비슷한 국가와 지니 계수 와 팔마 비율과 같은 지표를 통해 비교 분석했을 때, 상대적으로 좋은 성과를 보인다고 평가받는다.
그러나 IMF 이후,  그러나 IMF 구제금융 요청 이후, 소득분포 양극화(소득격차)가 2018년 이후 좁혀지지 않고 더욱 벌어지고 있다
2014년에 조사한 결과에 따르면, 빈곤 지수는 39%로 세계경제협력기간 국가 중 전체 3위를 차지했다. 웰스엑스에 따르면 국내 최상위 1390명이 국가 예산에 버금가는 270조원 안팎의 자산을 독식하고 있다.
2020년, 코로나19의 유행은 한국의 경제적 불평등을 악화시켰다. 한국의 문재인 대통령은 빈부격차가 심화되는 것은 2020년 코로나19 범유행때문이라고 말했다.
다음 표는 한국의 연봉별 인원과 근로소득을 보여준다.

2020 OECD 빈곤율 순위를 나타낸 표이다. 한국은 종합 2위를 차지했다.

| 종류           | 인원수  | 전체 근로자 비율 | 근로 소득     | 총 근로 소득의 비율 |
| -------------- | ------- | ---------------- | ------------- | ------------------- |
| 천만 원 이하   | 4.51만  | 31.6%            | 21.0조원      | 5.70%               |
| 1,200만원 이하 | 5.41만  | 37.8%            | 31.3조원      | 8.47%               |
| 3천만원 이하   | 9.90만  | 69.3%            | 123조 원      | 33.28%              |
| 4,500만원 이하 | 11.89만 | 91.4%            | 123조 원      | 47.15%              |
| 6천만 원 이하  | 13.06만 | 91.7%            | 260.2조원     | 70.41%              |
| 8,000만원 이하 | 13.82만 | 97.4%            | 313.1조원     | 84.72%              |
| 1억원 이하     | 14.09만 | 98.6%            | 337조 4천억원 | 91.30%              |
| 1억원 이상     | 0.19만  | 1.4%             | 32.2조원      | 8.70%               |
| 총 합계        | 14.29만 | 100%             | 369.6조원     | 100.00%             |

### 카운터 인수
2019년 신화통신은 정부가 시행한 경제성장 정책을 시행한 결과, 2018년부터 한국의 지니지수가 하락했다고 주장했다. 하지만, 이 정책으로 인해 일부의 상류층의 소득 상승이 줄어들면서 경제성장 부진으로 개선된 수치에 그쳤다는 점은 유의해야 한다.
2019년에 개봉한 영화 '기생충'은 한국의 상류층과 하류층 사이의 급격한 경제적 불평등을 묘사했는데, 해당 영화가 완벽히 현실을 반영한 것은 아니라고 할 수 있는데, 미국의 상위 소득자의 1%가 국가 소득의 20%를 버는 반면, 한국은 그 비율이 더 작고, 인구의 12.2%가 한국 전체 소득의 동일한 비율을 벌고 있다.

## 경제적 불평등으로 인한 문제
경제 양극화는 다양한 문제를 발생시키며, 한국에서 몇가지 문제가 특징적으로 나타난다.

### 한국 청소년에게 미치는 영향
경제적 불평등은 주로 한국의 젊은이들에게 사회적 계층 상승이나 계층 이동이 불가능할 거라는 절망감을 심어줄 수 있다. 한국의 경우 도박이 불법으로 지정되어 일반 국민은 경험할 수 없지만 도박 중독에 걸린 사람들은 많은 빚을 가질 가능성이 있다. 2017년에, 한국에서 암호화폐에 대한 접근이 가능해졌지만 이를 제지할 법적 제도가 미흡하여 많은 사람들이 투기적 목적으로 암호화폐 시장에 뛰어들면서 유사한 문제를 많이 발생시켰다.

## 원인
경제 불평등의 이유로 지목되는 이유는 많지만, 한국의 경우 특별히 지목되는 이유가 존재한다.

### 외환 위기
세계 금융 위기뿐만 아니라, 이로 인한 국내 기업에 대한 투자가 줄어들고 회사들이 고용을 줄이면서 내수 경제가 침체되고 이로 인해 해외 수출에만 의존하는 경제 구조가 강화되면서 위기가 커졌다. 금융위기 전에는 국내 기업들에 대한 투자가 허술했지만, 해당 사건 이후 오히려 정부에서 나서서 특정 기업들에 대한 투자를 증가시키면서 고용을 늘리는 결과는 낳기도 했다.

### 사회적 경쟁 심화
실물경제에서 정보의 불균형은 역선택이나 도덕적 해이를 초래한다. 이로 인해 발생하는 문제점을 해결하기 위해 효율 임금 이론을 적용할 수 있다. 따라서 일반적으로 알려진 이야기와 다르게 '일을 많이 하는 사람보다 일을 잘 하는 사람에게 더 많이 돌려주는' 현상이 일어나게 된다. 1등과 2등의 결과가 크게 다르지 않아도 돌려주는 보상은 매우 큰 상황의 예시를 통해 설명하기 쉽다. 스스로 능력에 대해 자신감이 있는 사람은 '내가 가장 잘할 수 있을 거야'라고 생각해서 보상이 높은 상황을 더 좋아할 것이다. 이런 구조는 약하거나 능력이 없는 사람들을 회사 밖으로 내보내고 무한 경쟁을 유도한다. 결과적으로 누가 일을 잘 해결하고 못하는지 점수를 매기면서 그에 따라 보상을 하면서 양극화가 더 벌어질 수 있다. 이런 성과주의는 합리적이고 이상적으로 운영된다고 생각할 수 있지만 너무 쉽게 발생하는 문제가 있다. 그리고 격차 심화라는 다른 문제를 만들기도 한다.

### 정치적 불평등
Schaedel은 그의 책 The Great Leveler에서 경제적 불평등으로 인해 정치적 불평등이 발생한다고 설명했다. 작가는 책을 통해 " 역사적으로 국가가 발생한 이후 권력은 항상 특정 사람들에게만 향했다. 계층 구조는 날카로운 피라미드 형태라고 한다. 이런 불평등한 정치적 구조는 다시 경제적 불평등을 낳는다'"고 말한다.
2016년 한양대학교에서 편찬한 논문에서 세대 간 경제적 불평등에 대한 사람들의 생각을 알아보는 조사를 시행하였다. 이 논문에서 시행한 설문조사자의 70%는 소득격차를 줄이지 못한 정부의 책임이 크다고 답했다. 많은 사람들이 현재 정부가 빈부격차를 줄이기 위한 정책이 부족하며, 시행한 정책 역시 불평등을 줄이는 데 도움이 되지 않았다고 말했다.
한국은 오랜 시간 고용률이 줄여들면서, 저소득층의 빈곡이 더 심각해졌다. 이를 해결하기 위해 정부는 몇 차례 기업에 고용을 늘려달라고 요청했지만, 눈에 보이는 결과를 가져오지 못했다. 국제금융기구는 2018년 코리아 타임즈 보고서에서 한국의 소득 불평등이 아시아 태평양 22개의 나라 중 가장 빈곤하다고 밝혔다.. 해당 보고서에서 우리나라의 경제 성장은 빠르게 진행 중이지만 청년들은 취업이 되지 않아 가계 소득 불평등이 일어나고 있다고 언급했다.

## 해결책
빈부 격차를 줄이기 위해서는 사회적 안전망을 만들어야 한다. 한국 정부의 예산 중 복지 부분에 해당 되는 예산은 세계경제협력 국가 중 가장 낮은 수준이다. 한국의 빈부격차 줄이기는 시급한 현안이다.
국가는 자유 시장 경제 체계를 방해하지 않으면서 적당히 시장에 개입하며 소득 불평등과 빈부격차를 해소하기 위해 노력해야 한다.
한국 정부는 소득불평등 해결을 위한 대표적인 경제정책에는 소득주도 성장 정책을 시행하고 있으며, 코로나19로 인한 경제적 피해를 보상하기 위한 보상금의 일환으로 재난지원금을 모든 가구에게 전달하고 저소득 가정에 먼저 지원하는 방법을 통해 임시적으로나마 빈부격차를 해결하기 위해 노력하고 있다.
2018년 고려대학교가 발행한 학위 논문에서는 사회복지 정책이 어떻게 경제적 불평등을 해결할 수 있는지에 대한 논문이 기고되었다. 1990년 상위 10% 사람이 얻는 수입이 하위 10%에 해당하는 사람의 수입의 6.6%를 차지한다는 결과를 소개했다. 2016년에는 그 결과가 10배 넘게 더 늘어났다. 21세기가 된 이후에도 경제적 불평등이 더욱 심해지면서 모든 국민에 대한 복지제도의 필요성이 제기되고 있다. 해당 눈문에는 두가지 나라를 예시로 설명한다. 사회복지 제도를 만들기 전 시장이 경제를 결정한다는 이론을 바탕으로 산업 경쟁력을 쌓은 스웨덴과 복지를 통해 경제적 평등을 유지한 영국이다. 논문에는 한국이 국민 연금과 기초생활보장제도에 더 많은 재정 투입을 요한다고 주장한다. 국민들의 건강을 보장하기 위해서는 고용유지를 위해 저소득층에 대한 지원 제도를 먼저 보강해야한다고 말한다. 뿐만 아니라 지속적으로 기업의 경쟁력을 높이기 위해 공교육을 공정한 기회로 적용하게 하여 인재를 발굴하는 것이 중요하다고 말한다. 한국의 저소득층이 근로 의지를 잃지 않도록 기초생활 복지금 수급자와 근로 의지가 있는 계층을 나눌 필요가 있다고도 언급했다.

## 참조
1. ↑  “Inequality - Income inequality - OECD Data”. 《theOECD》 (영어). 2020년 8월 24일에 확인함.
2. ↑  “[wide&deep] 지구촌 커지는 빈부격차… ‘잿빛 그늘’ 짙어지는 한국”. 2022년 12월 24일에 확인함.
3. ↑  최성근. “OECD 빈곤율 2위 오명 한국… 코로나19 경제위기로 악화되나”. 2022년 12월 24일에 확인함.
4. ↑  기자, 홍성희. “1분기 빈부 격차↑…靑 “정부지원소득 빠르게 늘어, 정책 효과””. 2022년 12월 24일에 확인함.
5. ↑  “근로자 40%가 월급 100만원 안돼”. 《news.naver.com》. 2020년 6월 27일에 확인함.
6. ↑  “S.Korea's income inequality hits record low in 2018 - Xinhua | English.news.cn”. 《www.xinhuanet.com》. 2019년 12월 17일에 원본 문서에서 보존된 문서. 2020년 6월 27일에 확인함.
7. ↑  Bloomberg, David Fickling |. “Analysis | What 'Parasite' Misses About Inequality in South Korea”. 《Washington Post》 (영어). 2020년 1월 12일에 원본 문서에서 보존된 문서. 2020년 6월 27일에 확인함.
8. ↑  Chang, Ha-Joon (2018년 2월 25일). “How to Break Korea's Barriers to Social Mobility”. 《New Europe》. 2018년 6월 17일에 원본 문서에서 보존된 문서. 2020년 8월 24일에 확인함.
9. ↑  《Undercover Asia》.  14:52에 발생. Channel News Asia.
10. ↑  “South Korea's Cryptocurrency Addiction Explained”. 《Foreign Exchange Live》. 2018년 2월 26일. 2020년 8월 24일에 확인함.[깨진 링크(과거 내용 찾기)]
11. ↑  “[SNS돋보기] '일확천금' 비트코인 중독…"도박보다 무섭네"”. 《news.naver.com》. 2020년 5월 3일에 확인함.
12. ↑  권혁주, 권혁주 (2016년 6월 13일). “한국의 사회갈등과 사회통합 방안 사회구조적 관점에서” (PDF). 《행정논총》 (서울대학교 행정대학원).
13. ↑  김양, 이기성, 김양, 이기성 (2021년 12월 3일). “실물경제와 금융경제 간 동태적 관계분석 (구조적 VAR 모형을 중심으로)”. 《실물경제와 금융경제 간 동태적 관계분석 (구조적 VAR 모형을 중심으로)》 (한국동북아경제학회).
14. 1 2  지면보기, 입력 2018 09 29 00:30 수정 2018 10 01 13:36 | 603호 16면 (2018년 9월 29일). “정치적 불평등이 경제적 불평등을 조장한다”. 《중앙일보》. 2020년 6월 19일에 확인함.
15. ↑  여승현 (2016). “세대에 따른 경제적불평등 인식과 복지태도”. 《한양대학교 대학원 학위논문》: 59–62.
16. ↑  “1분기 빈부 격차↑…靑 "정부지원소득 빠르게 늘어, 정책 효과"”. 《news.naver.com》. 2020년 6월 19일에 확인함.
17. ↑  “Korea worst in income inequality in Asia-Pacific”. 《koreatimes》 (영어). 2016년 3월 16일. 2020년 6월 27일에 확인함.
18. ↑  “사회보장 통한 양극화 해소가 공정사회 기반”. 《www.hani.co.kr》. 2010년 12월 20일. 2020년 6월 19일에 확인함.
19. ↑  쿠키뉴스 (2022년 12월 23일). “고성군, 코로나 상생 군민지원금 1인당 25만원 지급 [고성소식]”. 2022년 12월 24일에 확인함.
20. ↑  정동건. “사회복지정책의 경제적 불평등 개선 효과에 관한 연구”. 《고려대학교 정책대학원 학위논문》: 61–66.